# Prumna polaris
Prumna polaris är en insektsart som beskrevs av Miram 1928. Prumna polaris ingår i släktet Prumna och familjen gräshoppor. Inga underarter finns listade i Catalogue of Life.